# Port lotniczy Tessaoua
Port lotniczy Tessaoua – port lotniczy położony w Tessaoua w Nigrze.